# Hosingen
Hosingen (lussemburghese: Housen) è un comune soppresso del Lussemburgo settentrionale e capoluogo del comune di Parc Hosingen. Si trova nel cantone di Clervaux, nel distretto di Diekirch.
Il 1º gennaio 2012 il comune di Hosingen si è fuso con i comuni di Consthum e Hoscheid per formare il nuovo comune di Parc Hosingen.
La località di Hosingen, già sede del comune soppresso, è il capoluogo del nuovo comune di Parc Hosingen.
Vicino a Hosingen si trova la più alta struttura del Paese, il ripetitore radio-televisivo della RTL.

## Comune soppresso
Nel 2008 il comune di Hosingen aveva una popolazione di 1 804 abitanti. Oltre al capoluogo, facevano parte del comune soppresso le seguenti località, poi confluite nel comune di Parc Hosingen:

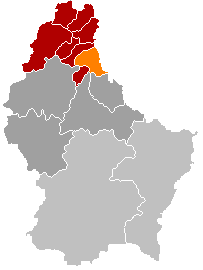
Territorio del comune di Hosingen, confluito dal 2012 nel comune di Parc Hosingen

- Bockholtz
- Dörscheid
- Neidhausen
- Rodershausen
- Untereisenbach
- Wahlhausen